# Дистанційна система управління
Дистанційна система управління (також «дистаночне управління») — структура місцевого адміністративно-територіального поділу, введена 1831 року Російською імперією.
Відповідно до цієї структури, після скасування ханського правління в Західному Казахстані території старших султанів були розділені на дистанції. Дистанціям підпорядковувалися аули. Дистанційна система управління існувала до 1868 року. Протягом 37 років кількість дистанцій, їх розміри, розселення в них родів, а також чисельність населення постійно змінювалися. Спочатку дистанційній системі управління підпорядковувався рід адай поблизу фортеці Ново-Олександрівськ, після прийняття «Статуту про Оренбурзьких киргизів» також всі казахські роди, що належали до Уральської і Оренбурзької фортець. У середині XIX століття кількість дистанцій становила 54.
Керівників дистанцій («дистаночних начальників») призначав Оренбурзький генерал-губернатор, їм платили з казни платню від 50 до 75 рублів (на рік[уточнити]). При дистаночному начальнику перебував також діловод (рос. письмоводитель). Керівники повинні були стежити за відносинами між казахськими родами, виконувати доручення військових губернатора і султана-правителя, стежити за збиранням податків. На відміну від вищих рівнів влади (повіти, губернії), де чиновники переважно були росіянами, дистаночні начальники були представниками казахської шляхти (султани, беї, старшини).
Через структури дистанційної системи управління російський уряд здійснював колоніальну політику в Західному Казахстані. Інститут дистаночних начальників припинив існування в ході адміністративних реформ 1860-х років.